# Contea di Zhangzi
La contea di Zhangzi (长子县S, Zhǎngzǐ XiànP) è una contea della Cina, situata nella provincia dello Shanxi e amministrata dalla prefettura di Changzhi.